# Communauté de communes Limagne Bords d'Allier
La communauté de communes Limagne Bords d'Allier est une ancienne communauté de communes française, située dans le département du Puy-de-Dôme en région Auvergne-Rhône-Alpes.

## Historique
| Période                                  | Période  | Identité         | Étiquette | Qualité                     |
| ---------------------------------------- | -------- | ---------------- | --------- | --------------------------- |
| Les données manquantes sont à compléter. |          |                  |           |                             |
|                                          | En cours | Dominique Busson |           | Maire de Saint-André-le-Coq |

Le projet de schéma départemental de coopération intercommunale (SDCI) du Puy-de-Dôme proposait la fusion avec les communautés de communes des Coteaux de Randan et Nord Limagne afin de satisfaire aux préconisations de la loi no 2015-991 du 7 août 2015 portant nouvelle organisation territoriale de la République. La nouvelle intercommunalité comptera 25 communes pour une population d'environ 20 000 habitants.
Adopté en mars 2016, le SDCI ne modifie pas ce périmètre. La fusion est prononcée par l'arrêté préfectoral du 13 décembre 2016 ; la nouvelle intercommunalité prend le nom de « Plaine Limagne ».

## Territoire communautaire

### Géographie
La communauté de communes Limagne Bords d'Allier est située au nord-est du département du Puy-de-Dôme. C'est l'une des trois intercommunalités puydômoises adhérentes du pays Vichy-Auvergne avec Coteaux de Randan et Nord Limagne. Elle jouxte les communautés de communes des Coteaux de Randan au nord, Entre Allier et Bois Noirs à l'est, Entre Dore et Allier au sud, Limagne d'Ennezat au sud-ouest et Nord Limagne au nord-ouest.
La route départementale 1093 (ancienne route nationale) traverse la communauté de communes du nord au sud. Cet axe reliant le sud de l'agglomération vichysoise et l'est de l'agglomération clermontoise traverse deux communes sur le territoire : Saint-Denis-Combarnazat (village de Barnazat, puis chef-lieu) et Maringues. Les axes routiers secondaires sont tournés autour de Maringues : la RD 224 en direction d'Ennezat et de Riom, la RD 223 vers Lezoux et Thiers, la RD 43 vers Limons et Puy-Guillaume.

### Composition
Elle comprend cinq communes :
| Nom                     | Code Insee | Gentilé     | Superficie (km2) | Population (dernière pop. légale) | Densité (hab./km2) |
| ----------------------- | ---------- | ----------- | ---------------- | --------------------------------- | ------------------ |
| Maringues (siège)       | 63210      | Maringuois  | 22,11            | 2 990 (2014)                      | 135                |
| Limons                  | 63196      | Limonois    | 14,88            | 708 (2014)                        | 48                 |
| Luzillat                | 63201      | Luzillatois | 23,19            | 1 072 (2014)                      | 46                 |
| Saint-André-le-Coq      | 63317      | Andrésiens  | 18,02            | 527 (2014)                        | 29                 |
| Saint-Denis-Combarnazat | 63333      |             | 10,21            | 217 (2014)                        | 21                 |

### Démographie
| 1968  | 1975  | 1982  | 1990  | 1999  | 2008  | 2013  |
| ----- | ----- | ----- | ----- | ----- | ----- | ----- |
| 4 227 | 4 116 | 4 297 | 4 395 | 4 593 | 5 029 | 5 381 |

| Hommes | Classe d’âge | Femmes |
| ------ | ------------ | ------ |
| 0,7    | 90 ans ou +  | 2,3    |
| 6,4    | 75 à 89 ans  | 10,4   |
| 14,7   | 60 à 74 ans  | 14     |
| 19,1   | 45 à 59 ans  | 17,1   |
| 22,3   | 30 à 44 ans  | 20     |
| 15,1   | 15 à 29 ans  | 14,6   |
| 21,8   | 0 à 14 ans   | 21,6   |

| Hommes | Classe d’âge | Femmes |
| ------ | ------------ | ------ |
| 0,5    | 90 ans ou +  | 1,5    |
| 7      | 75 à 89 ans  | 10,6   |
| 16     | 60 à 74 ans  | 16,6   |
| 20,8   | 45 à 59 ans  | 20,1   |
| 19,5   | 30 à 44 ans  | 18,1   |
| 19     | 15 à 29 ans  | 17,5   |
| 17,1   | 0 à 14 ans   | 15,6   |

## Administration

### Siège
Le siège de la communauté de communes est situé à Maringues.

### Les élus
La communauté de communes est gérée par un conseil communautaire composé de 26 membres représentant chacune des communes membres.
La répartition par commune est la suivante, :
- Limons : quatre élus ;
- Luzillat : cinq élus ;
- Maringues : douze élus ;
- Saint-André-le-Coq : trois élus ;
- Saint-Denis-Combarnazat : deux élus.

### Présidence
Le conseil communautaire de 2014 a élu son président, Dominique Busson (maire de Saint-André-le-Coq), et désigné ses cinq vice-présidents qui sont :
1. Robert Imbaud, maire de Maringues ;
2. Bernard Ferrière, maire de Saint-Denis-Combarnazat ;
3. Claude Raynaud, maire de Luzillat ;
4. Christian Dessaptlarose, maire de Limons ;
5. Gérard Sanciaut, deuxième adjoint au maire de Maringues.

Ils forment ensemble l'exécutif de l'intercommunalité pour le mandat 2014-2020.

### Compétences
L'intercommunalité exerce des compétences qui lui sont déléguées par les communes membres.
Elle possède, comme toute communauté de communes, les compétences obligatoires du développement économique et de l'aménagement de l'espace.

### Régime fiscal et budget
La communauté de communes est soumise au régime de la fiscalité professionnelle unique.

### Sources
- « CC Limagne - Bords d'Allier » dans la base nationale sur l'intercommunalité (consulté le 3 décembre 2015).